# Geerten van de Wetering
Geerten van de Wetering (Haulerwijk, 31 augustus 1985) is een Nederlands organist, dirigent en muziekdocent.

## Biografie

### Jeugd en opleiding
Van de Wetering werd geboren in het Friese Haulerwijk als zoon van een predikant en groeide op in een gezin van zes kinderen. In het gezin had de muzikale opvoeding een centrale plaats. Zijn ouders stimuleerden de kinderen een muziekinstrument te bespelen. Geerten besloot orgel te gaan studeren. Hij ging naar het Koninklijk Conservatorium in Den Haag waar hij orgel en koordirectie studeerde. Hij volgde hier lessen bij Jos van der Kooij en Theo Goedhart. Gelijktijdig studeerde hij politicologie aan de Universiteit Leiden. Later studeerde hij nog orgel bij Roman Summereder en Peter Planyavsky aan de Universiteit voor Muziek en Podiumkunst in Wenen.

### Loopbaan
Van de Wetering is sinds januari 2012 vaste organist in de Kloosterkerk in Den Haag. Hij is daarnaast ook dirigent van het "Woerdens Kamerkoor" en orgeldocent. Hij treedt op in zowel binnen- als buitenland.  In 2018 was hij winnaar van het Haarlems Internationaal Improvisatieconcours. In datzelfde jaar verscheen zijn eerste solo-cd, 1918 - Organ music from a new era en was dirigent van het Wassenaars Kamerkoor en kamerkoor Via Regalis uit Leiderdorp. 